# Abdelaziz Belaïd
Abdelaziz Belaid, (Merouana, 16 de junio de 1963) es un político argelino . Después de haber sido miembro del Frente de Liberación Nacional (FLN) y diputado durante diez años, abandonó el partido para fundar su propia formación, el Frente El Moustakbal . Se postuló en las elecciones presidenciales de 2014 y en las de 2019, siendo derrotado en ambas.

## Biografía
Abdelaziz Belaïd es doctor en medicina y licenciado en derecho. Es casado y tiene cinco hijos.
Durante su juventud, fue miembro de los escuchas musulmanes argelinos, de los cuales se convirtió en un líder nacional. Dirigió la Unión Nacional de Estudiantes de Argelia de 1986 a 2007 y fue elegido presidente de la Oficina de Estudiantes de Batna.

### En el Frente de Liberación Nacional
En 1999, Abdelaziz Belaïd sucedió a Abderrachid Boukerzaza como Secretario General de la Unión Nacional de la Juventud Argelina (UNJA), una formación satelital en el Frente de Liberación Nacional (FLN) de la que fue miembro desde sus veintitrés años. Luego se unió al comité central del FLN bajo la tutela de su líder Ali Benflis, y se convirtió en el miembro más joven. Fue elegido diputado de 1997 a 2007 por la wilaya de Argel.
Apoyó la candidatura de Ali Benflis para las elecciones presidenciales de 2004 contra el presidente Abdelaziz Bouteflika, acción que le costó el puesto en la UNJA y el FLN.

### Frente de El Moustakbal
Adelaziz Belaid dejó el FLN en 2011 para fundar al año siguiente el Frente El Moustakbal, un pequeño partido considerado cercano al poder, del cual es secretario general. En las elecciones legislativas de 2012, obtuvo dos escaños , con 1.9% de los votos, posteriormente 809 cargos en las elecciones municipales del mismo año . En 2014, también logró un escaño en el Consejo de la Nación.

### Candidato a presidente en 2014
Belaïd se presentó a las elecciones presidenciales de 2014. Con 50 años de edad fue el más joven de los candidatos en dicha elección. Fue derrotado quedando en tercer lugar entre seis candidatos y obteniendo 328,000 votos, el 3% de los votos emitidos. Boutelflika fue elegido en la primera vuelta con más del 80%; Belaïd lo acusó de fraude.

### Candidato a presidente en 2019
En enero de 2019 anunció su candidatura en las nuevas elecciones presidenciales, pero al día siguiente se retiró de la presentación, oponiéndose a la candidatura de Bouteflika. Las elecciones previstas para el 18 de abril de 2019 se pospusieron finalmente hasta julio de 2019. Mientras tanto Bouteflika dimite. Belaid se representa a las elecciones, ignorando la oposición de los manifestantes que rechazan la convocatoria. Después de un período de incertidumbre, y a pesar de que el número de referencias es suficiente, se retira de la carrera el 25 de mayo de 2019.
Se pone en marcha un tercer proceso electoral convocado en diciembre. Abdelaziz Belaïd presentó su expediente de candidatura en octubre de 2019, con más de 77.000 avales. Es validado al mes siguiente por la Autoridad Nacional Independiente de Elecciones.
Llegadas las elecciones presidenciales argelinas de 2019 participa por el partido Frente El Moustakbal siendo derrotado al obtener el 6.66% de los votos.